# Nainativu
Nainativu är en ö i Sri Lanka.   Den ligger i provinsen Nordprovinsen, i den nordvästra delen av landet, 300 km norr om huvudstaden Colombo. Arean är 5,0 kvadratkilometer.
Terrängen på Nainativu är mycket platt. Öns högsta punkt är 14 meter över havet. Den sträcker sig 4,3 kilometer i nord-sydlig riktning, och 1,6 kilometer i öst-västlig riktning.